# 8309-es mellékút (Magyarország)
A 8309-es számú mellékút egy közel 27 kilométer hosszú, négy számjegyű mellékút Veszprém és Győr-Moson-Sopron vármegyékben; a 832-es és 83-as főutak között kapcsol össze néhány települést Győr déli vonzáskörzetében.

## Nyomvonala
A Veszprém vármegye Pápai járásához tartozó Gic központjának nyugati részén ágazik ki a 832-es főútból, annak 26+150-es kilométerszelvényénél, észak-északnyugat felé. Ugyanott ágazik ki az ellenkező irányba a 83 304-es út is, amely a már megszűnt Környe–Pápa-vasútvonal egykori Gic-Hathalom vasútállomására vezetett. Kezdeti szakasza a Rákóczi utca nevet viseli, de alig több mint 250 méter után ki is lép a település házai közül. Nem sokkal ezután eléri Bakonytamási határszélét; a község területére nem lép be, de jó másfél méteren keresztül szorosan a határvonalat kíséri, annak gici oldalán maradva.
Nagyjából 2,7 kilométer után átlép Győr-Moson-Sopron vármegye, ezen belül is a Győri járásba tartozó Sokorópátka területére, a község első házait mintegy 4,8 kilométer után éri el. A déli falurészben az Újtelep utca nevet viseli – közben egy rövidebb szakaszon Nagydém (és Veszprém vármegye) határvonala mentén  húzódik –, majd a Fő utca, a belterület északi részén pedig a Széchenyi utca nevet viseli. 8,3 kilométer után egy közel 90 fokos kanyarvétellel kilép a községből, de a 9. kilométerét elhagyva egy újabb irányváltással vissza is tér az előzőleg követett irányához.
Majdnem pontosan a 11. kilométerénél lép át a következő település, Tényő területére; a község legdélebbi házait a 15. kilométere után éri el. Végig a településen a Győri utca nevet viseli, közben a központban – 15,9 kilométer után – beletorkollik nyugat felől a 83 127-es számú mellékút, amely a 8308-as útból kiágazva, Győrszemere északi részétől húzódik idáig. Kevéssel a 17. kilométere előtt az út elhagyja a belterület északi szélét, de még majdnem 4 kilométeren át húzódik tényői külterületek közt.
20,8 kilométer után elhalad Tényő, Győrszemere és Győrújbarát hármashatára mellett, de Győrszemerét ennél jobban lényegében nem érinti: a folytatásban győrújbaráti területen húzódik. A 23. kilométere után beletorkollik a község lakott részeit északkelet-délnyugati irányban feltáró 83 129-es számú mellékút, és ugyanott eléri a belterület déli szélét is. A település legnyugatibb útjaként húzódik bő fél kilométeren keresztül, ami után már Győr határszélét éri el; onnantól alig 300 méterre, és két kisebb irányváltást abszolválva már Ménfőcsanak legdélebbi utcájaként folytatódik, Sokorópátkai út néven.
25,2 kilométer után egy körforgalomba ér: korábban itt csatlakozhatott a 83-as főút településeken áthaladó, régi nyomvonalába. Innét a 8309-es számozású út délnyugatnak fordul, vagyis a 83-as régi nyomvonalát követi [közben egy ponton keresztezve a Győr–Celldömölk-vasútvonal vágányait is], és csak ott ér véget, ahol a főút újabb, belterületeket nyugatról elkerülő szakasza külön nem válik a régi nyomvonaltól, kilométer-számozás tekintetében a 64+600-as kilométerszelvénye közelében.
Teljes hossza, az országos közutak térképes nyilvántartását szolgáló kira.gov.hu adatbázisa szerint 26,754 kilométer.

## Települések az út mentén
- Gic
- (Bakonytamási)
- Sokorópátka
- (Nagydém)
- Tényő
- (Győrszemere)
- Győrújbarát
- Győr-Ménfőcsanak